# Mariama Sylla Faye
Pour les articles homonymes, voir Mariama Sylla.
Ne doit pas être confondu avec Mariama Sylla (actrice).
Mariama Sylla Faye est une réalisatrice et productrice de cinéma sénégalaise.

## Biographie
Mariama Sylla est née à Dakar et est la sœur cadette de l'écrivaine et cinéaste Khady Sylla,. Sa mère travaille dans un cinéma et Mariama Sylla se passionne pour le cinéma dès l'âge de sept ans, car de nombreux films étaient projetés dans la cour familiale.
Mariama Sylla fonde en 2003 la société de production Guiss Guiss Communication. Elle réalise le court métrage Dakar, Deuk Raw en 2008, qui examine l'ancienne tribu des Lébous à Dakar. En 2010, Mariama Sylla réalise Skirmisher Marc Gueye: My Pen, My Fight, à propos d'un vétéran de la première guerre d'Indochine.
En 2013/2014, Mariama Sylla devient coréalisatrice du film Une simple parole, au côté de sa sœur Khady, et termine le film à la mort de cette dernière. Le film examine la tradition de la narration au Sénégal et reçoit le prix de la diversité du Women's International Film and Television Showcase.
Mariama Sylla Faye a formé le Collectif des cinéastes sénégalais indignés pour s’élever contre l’abandon du cinéma par les autorités sénégalaises.
Sylla est mariée au journaliste Modou Mamoune Faye.

## Filmographie

### Productrice
- 2004 : Pourquoi ?
- 2005 : Une fenêtre ouverte

### Réalisatrice
- 2006 : Hors Série
- 2006 : Derrière le silence
- 2008 : Dakar Deuk Raw
- 2010 : Tirailleur Marc Guèye : « Ma plume, mon combat »
- 2014 : Une simple parole